# Elettromotrici MA 200
Le elettromotrici serie MA200 sono una serie di elettromotrici, costruite tra il 1997 e il 1999, acquistate da Cotral per prestare servizio sulla linea A della metropolitana di Roma. Con l'arrivo dei CAF S/300 i convogli sono stati dirottati dapprima sulla linea B e successivamente sulla ferrovia Roma-Lido.

## Storia
In previsione del prolungamento della linea A da Ottaviano a Battistini furono ordinate 40 elettromotrici, metà con cabina e metà rimorchiate intermedie, composte in 20 unità di trazione a tre elementi (M+R+M). I mezzi furono progettati e costruiti da Breda Costruzioni Ferroviarie e Fiat Ferroviaria, mentre l'equipaggiamento elettrico è stato fornito da Ansaldo STS e Firema Trasporti.
I treni vennero consegnati a partire dal marzo 1997 e, dopo un lungo periodo di prove, iniziarono il servizio regolare nel 1999.
In seguito alla sostituzione di tutto il materiale rotabile della linea A con i treni CAF MA300, le elettromotrici MA200 sono state spostate, previo adeguamento tecnico, prima sulla linea B e poi sulla ferrovia Roma-Lido.
Presentano spesso diversi problemi alle porte a causa delle sostituzione delle centraline elettroniche che ne regolano la chiusura. Il 31 ottobre 2023 entrava in servizio viaggiatori il primo convoglio solo ripellicolato in livrea blu Metromare, ora di nuovo ritirato per revisione completa. Il 16 dicembre 2024 entra in servizio il primo convoglio revisionato, mentre l'11 aprile 2025 entra in servizio il secondo convoglio revisionato. Attualmente il terzo e ultimo treno è in revisione in livrea Cotral e sarà aggiunto al parco rotabili della ferrovia Roma-Lido insieme ai 7 MA300 in uso e 2 in revisione insieme ai futuri treni Firema ad oggi in costruzione.
A partire dal 12 maggio 2025, tutti i convogli sono stati temporaneamente ritirati dal servizio a causa dei continui guasti verificatisi alle porte e alla trazione. Tuttavia, il gestore sta tentando di immettere nuovamente e gradualmente in servizio i convogli fermi, in mancanza di materiale rotabile sufficiente a garantire l'espletamento del servizio ferroviario. 
Al 25 luglio 2025, risulta in servizio il convoglio revisionato MA211-206-212+MA237-219-238, il quale però viene utilizzato come riserva calda in caso di guasto ad un treno CAF. Sporadicamente viene utilizzato anche il complesso MA201-203-206+MA223-212-224, sempre come riserva calda. Il convoglio MA229-215-230+MA221-211-222, che da Ottobre 2023 a Maggio 2025 aveva circolato sulla linea in livrea Cotral ma senza revisione generale, da Giugno 2025 è stato ritirato dal servizio proprio per permettere il processo di revisione.

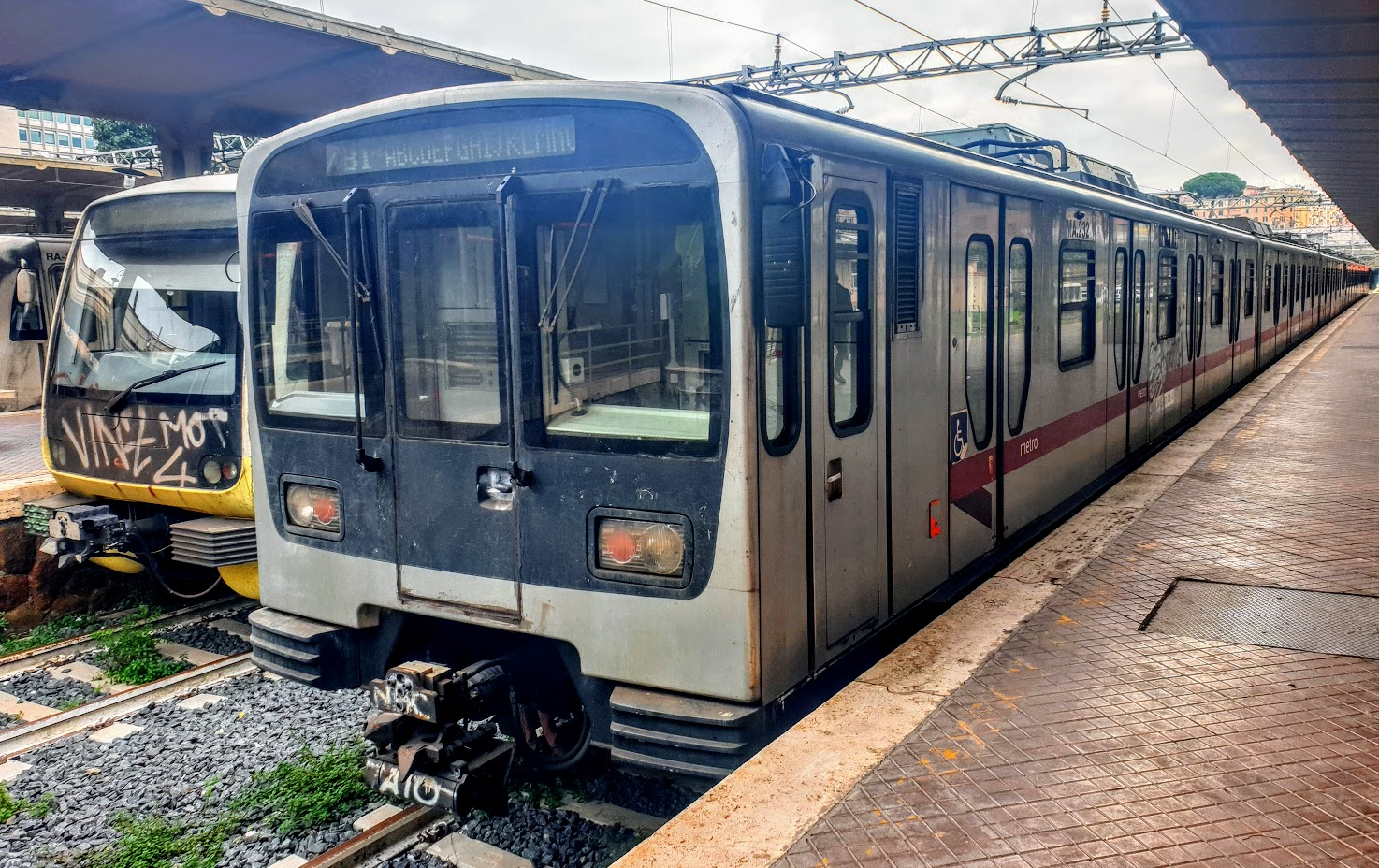
Convoglio MA200 in sosta alla stazione di Porta San Paolo della Metromare

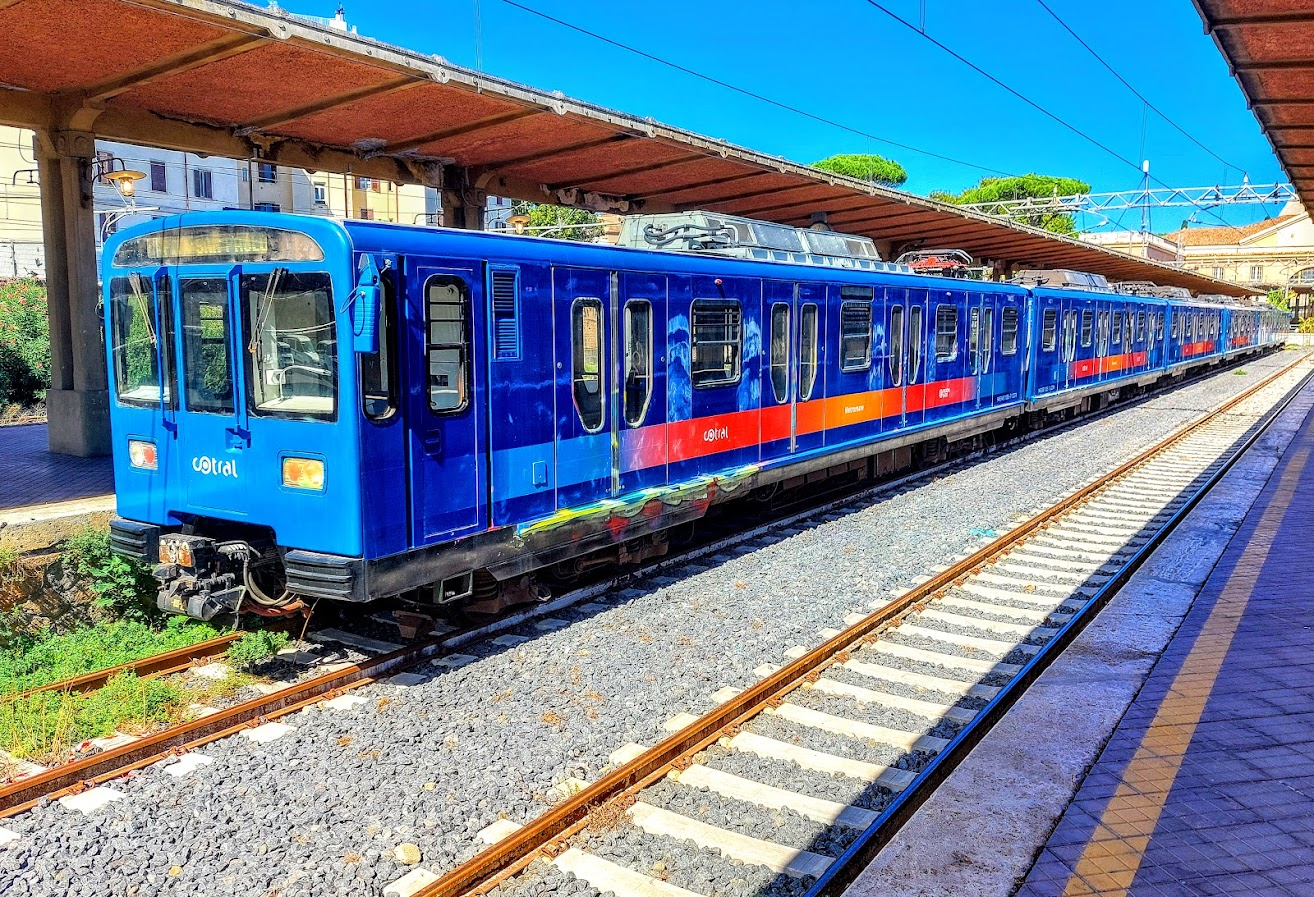
Convoglio MA200 in livrea Cotral in sosta alla stazione di Porta San Paolo della Metromare

## Caratteristiche
Si tratta di unità di trazione a tre elementi, composte di due elettromotrici monocabina inquadranti una rimorchiata intermedia, secondo lo schema M+R+M; due unità di trazione possono essere unite a formare treni di sei elementi.
Le casse, dimensionate secondo le norme UNI, sono costruite in lega leggera, riprendendo una soluzione già adottata sulle motrici MB100, ed hanno quattro porte per fiancata.
Una particolarità delle MA200, decisamente innovativa per l'epoca, è la presenza di passaggi d'intercomunicazione fra le vetture, che permettono di considerare l'intero convoglio di tre elementi come un ambiente unico.
L'azionamento elettrico è a inverter GTO-VVVF (dello stesso tipo utilizzato sui treni Serie M1 della Metropolitana di Napoli e della serie M.88 della Metropolitana di Catania) e alimenta gli otto motori presenti su ogni unità di trazione (due per ogni carrello delle motrici), di tipo asincrono trifase. L'equipaggiamento elettrico è distribuito sull'intera unità di trazione, che pertanto non può essere suddivisa.
La capacità totale di un'unità di trazione è di 610 passeggeri (di cui 104 seduti), per una lunghezza di 53520 mm.
A oggi dei 10 convogli MA200 ne sono in uso 2 mentre 2 sono in revisione e sono suddivisi:
- 2 revisionati e in uso.
- 2 in revisione.
- 6 fuori uso e accantonati nel 2021/2022.

| UdT | Composizione      | Note                                 |
| --- | ----------------- | ------------------------------------ |
| 1   | MA205-RA201-MA202 | Non circolante                       |
| 2   | MA203-RA202-MA204 | Non circolante                       |
| 3   | MA201-RA203-MA206 | In servizio sulla ferrovia Roma-Lido |
| 4   | MA207-RA204-MA208 | Non circolante                       |
| 5   | MA209-RA205-MA210 | Non circolante                       |
| 6   | MA211-RA206-MA212 | In servizio sulla ferrovia Roma-Lido |
| 7   | MA213-RA207-MA214 | Non circolante                       |
| 8   | MA215-RA208-MA216 | Non circolante                       |
| 9   | MA217-RA209-MA218 | In revisione                         |
| 10  | MA219-RA210-MA220 | In revisione                         |
| 11  | MA221-RA211-MA222 | In revisione                         |
| 12  | MA223-RA212-MA224 | In servizio sulla ferrovia Roma-Lido |
| 13  | MA225-RA213-MA226 | Non circolante                       |
| 14  | MA227-RA214-MA228 | Non circolante                       |
| 15  | MA229-RA215-MA230 | In revisione                         |
| 16  | MA231-RA216-MA232 | Non circolante                       |
| 17  | MA233-RA217-MA234 | Non circolante                       |
| 18  | MA235-RA218-MA236 | Non circolante                       |
| 19  | MA237-RA219-MA238 | In servizio sulla ferrovia Roma-Lido |
| 20  | MA239-RA220-MA240 | Non circolante                       |